# Philip Ng
Philip Ng, nato Wan-lung (cinese tradizionale: 伍允龍; cinese semplificato: 伍允龙; pinyin: Wŭ Yŭnlóng; Hong Kong, 16 settembre 1977), è un attore, artista marziale e coreografo cinese naturalizzato statunitense originario di Hong Kong.

## Biografia e carriera
Nato ad Hong Kong da Sam e Frances Ng, Philip Ng si è trasferito con la famiglia a Chicago, Illinois in giovane età. Ha trascorso lì l'intera adolescenza, prima di tornare nella patria natia per perseguire la carriera nella recitazione e nella coreografia di arti marziali per il cinema e la televisione. Pratica il Kung Fu Wing Chun dall'età di 13 anni, avendo studiato nell'ultimo periodo con il maestro Wong Shun-leung, inoltre è discepolo di sesta generazione di Kung Fu Cailifo, praticato sotto la guida di suo padre da quando aveva 7 anni. È istruttore certificato di diverse arti marziali, tra cui Kung Fu Hung Gar, Tae Kwon Do, Karate, Kickboxing, Jujutsu ed Escrima.

## Filmografia[5]

### Cinema
| Anno | Titolo                                              | Ruolo                                 | Note           |
| ---- | --------------------------------------------------- | ------------------------------------- | -------------- |
| 2016 | (Birth of the Dragon) Bruce Lee - La grande sfida   | Bruce lee                             |                |
| 2014 | Zombie Fight Club                                   | Jason Wu                              |                |
| 2014 | (天師鬥殭屍) Sifu vs Vampire                        | 奶油豬                                |                |
| 2014 | (賭城風雲) From Vegas to Macau                      | Lionel                                |                |
| 2014 | (惡戰) Once Upon a Time in Shanghai                 | (馬永貞) Ma Yongzhen                  |                |
| 2013 | (笑功震武林) Princess and the Seven Kung Fu Masters | Lok Tin                               |                |
| 2013 | (古惑仔:江湖新秩序) Young & Dangerous: Reloaded     | (大頭仔) Testone                      |                |
| 2012 | (絕色武器) Naked Soldier                            | Drago Nero                            |                |
| 2012 | (爛賭夫鬥爛賭妻) Mr. & Mrs Gambler                  | Sam Wong                              |                |
| 2011 | (大藍湖) Big Blue Lake                              | Regista dello spettacolo drammatico   | Ospite         |
| 2011 | (無價之寶) Treasure Hunt                            | (東方虎) Tigre                        | Ospite         |
| 2011 | (熱浪球愛戰) Beach Spike                            | Allenatore                            |                |
| 2011 | (財神客棧) Treasure Inn                             | Re Aquila                             |                |
| 2009 | (十月圍城) Bodyguards and Assassins                 | Assassino                             |                |
| 2009 | Somebody to Love                                    | Jeff                                  | Cortometraggio |
| 2009 | (機動部隊-人性) Tactical Unit - Human Nature        | Fuoco                                 |                |
| 2008 | (六樓后座2) Sixth Floor Rear Flat 2: Happy Funeral  | Pete                                  |                |
| 2008 | (花花型警) Playboy Cops                             | Rapinatore                            | Ospite         |
| 2007 | (男兒本色) Invisible Target                         | Tigre                                 |                |
| 2007 | (十分愛) Love Is Not All Around                     | Micheal                               |                |
| 2007 | (Hui Lu) Irreversi                                  | John Wei                              |                |
| 2006 | (至尊無賴) Undercover Hidden Dragon                 | Hung Fei                              |                |
| 2006 | (獨家試愛) Marriage with a Fool                     | Philip                                |                |
| 2005 | (猛龍) Dragon Squad                                 | Lee Chun Pei                          |                |
| 2005 | (擊情歲月) Fight For Love                           | Hoi Tung (da adolescente)             |                |
| 2005 | (精武家庭) House of Fury                            | Re                                    |                |
| 2004 | (大佬愛美麗) Enter the Phoenix                      | Bo                                    |                |
| 2004 | (新警察故事) New Police Story                       | Philip (membro della squadra di Wing) |                |
| 2003 | (千機變) Vampire Effect                             | Vampiro                               |                |

### Televisione
| Anno | Titolo                           | Ruolo                        | Note                                       |
| ---- | -------------------------------- | ---------------------------- | ------------------------------------------ |
| 2012 | (火速救兵II) Elite Brigade II    | 戴偉軒                       |                                            |
| 2012 | (功夫傳奇II) Kung Fu Quest II    | Conduttore                   | Documentario di Radio Television Hong Kong |
| 2011 | (火速救兵) Elite Brigade         | Dee                          |                                            |
| 2010 | (功夫傳奇) Kung Fu Quest         | Conduttore                   | Documentario di Radio Television Hong Kong |
| 2007 | (詠春) Wing Chun                 | Chan Wah Shun                |                                            |
| 2004 | (天下無敵) Dragonfly: Invincible | Leo                          |                                            |
| 2004 | Made In Hong Kong                | Soggetto principale / Attore | Documentario di American Movie Classics    |

### Regia della seconda unità o assistente alla regia
| Anno | Titolo                                          | Ruolo                       |
| ---- | ----------------------------------------------- | --------------------------- |
| TBA  | Zombie Fight Club                               | Direttore d'azione          |
| 2013 | (古惑仔:江湖新秩序) Young & Dangerous: Reloaded | Direttore d'azione          |
| 2011 | Bloodtraffick                                   | Direttore d'azione          |
| 2009 | (神探妙夫妻) Mr. & Mrs. Kok                     | Direttore d'azione          |
| 2008 | Kinta 1881                                      | Coreografo di arti marziali |
| 2005 | (猛龍) Dragon Squad                             | Coreografo di arti marziali |
| 2005 | Mulawin: The Movie                              | Coreografo di arti marziali |
| 2003 | (少年阿虎) Star Runner                          | Coreografo di arti marziali |